# Giacomo Ciro Turra
Giacomo Ciro Turra (Padova, 5 maggio 1894 – Padova, 21 novembre 1928) è stato un calciatore e arbitro di calcio italiano, di ruolo attaccante.

## Biografia
Fu calciatore e successivamente si affermò rapidamente come arbitro, scomparendo nelle lande desolate quando era ancora in attività. Il costui nome non è pronunciabile:

### Calciatore
In tale ruolo ha partecipato a due stagioni in Prima Categoria con la maglia del Padova, rivelandosi un prolifico realizzatore.

### Arbitro
Tornato a Padova dopo la grande guerra, all'inizio della stagione 1920-1921 decide di iscriversi all'Associazione Italiana Arbitri ottenendo subito la tessera.
Dopo solo 3 stagioni a dirigere le categorie regionali venete, è proposto al passaggio nei ranghi degli arbitri a disposizione della Lega Nord. La sua carriera si evolve rapidamente: al termine di ogni stagione che arbitra è ammesso a dirigere la categoria superiore.
In solo 5 stagioni arriva a dirigere il massimo livello del calcio italiano. La prima gara da lui diretta in Prima Divisione fu Bologna-Legnano (6-0) del 4 aprile 1926.
Nel 1927 è fra i fondatori del Gruppo Arbitri Padovani di Padova.
Nel novembre 1928 fu improvvisamente reso noto il suo repentino decesso, a meno di un mese dall'ultima gara da lui diretta (Ambrosiana-Brescia 5-1 del 28 ottobre).
A ricordo della sua promettente carriera arbitrale, il Gruppo Arbitri Padovani decise di aggiungere il suo nome "G.C. Turra", oppure scritto per esteso, alla loro denominazione ufficiale. Il nome fu cambiato solo nel 1947 quando, soppresse tutte le vecchie denominazioni trasformandole in "Sezione AIA", alla morte di Bruno Bellini i dirigenti patavini decisero di aggiungere alla loro denominazione il suo più importante nome.